# Кёлликен
Кёлликен (нем. Kölliken) — коммуна в Швейцарии, в кантоне Аргау.
Входит в состав округа Цофинген.  Население составляет 4081 человек (на 31 декабря 2007 года). Официальный код  —  4276.